# Lotononis
Lotononis (Lotononis) je rod rostlin z čeledi bobovité. Zahrnuje asi 150 druhů bylin a keřů s trojčetnými listy a motýlovitými květy. Je rozšířen především v jižní Africe, 2 druhy rostou i v jižní Evropě. Některé druhy mají význam v medicíně, jako krmivo pro dobytek a jako okrasné rostliny.

## Popis
Lotononisy jsou jednoleté či vytrvalé byliny nebo keře. Listy jsou dlanitě trojčetné a většinou řapíkaté, s palisty. Květy jsou uspořádané v okolíkovitých nebo hroznovitých, dlouze stopkatých květenstvích, vyrůstajících naproti listu. Kalich je miskovitý, s horním lalokem nejdelším a postranními laloky na obou stranách spolu víceméně srostlými. Pavéza je vejčitá či obvejčitá, krátce nehetnatá, člunek je na vrcholu zaoblený, křídla jsou u některých zástupců mnohem kratší než pavéza. Tyčinek je 10 a jsou srostlé. Semeník je přisedlý a obsahuje mnoho vajíček. Čnělka je zahnutá, s vrcholovou bliznou. Plodem je mnohasemenný, téměř přisedlý, mírně nafouklý lusk.

## Rozšíření
Rod zahrnuje asi 150 druhů. Většina druhů je rozšířena v jižní Africe. Malý počet druhů se vyskytuje ve Středomoří, severní Africe a také v horách tropické Afriky. Největší areál má druh L. platycarpos, rozšířený v tropické, severní i jižní Africe, Arábii a zasahující až do Pákistánu a indického Paňdžábu. Ve Středomoří roste pouze 5 druhů.
 Z Evropy jsou udávány 2 druhy: Lotononis genistoides roste v Bulharsku a Řecku a L. lupinifolia ve Španělsku.
Lotononisy rostou povětšině v sušší keřové vegetaci mediteránního typu (fynbos), v pouštích a travnatých společenstvech, v menší míře i v tropických a subtropických lesích v oblastech se sezónním obdobím sucha. Vyhledávají písčité či kamenité půdy a zřídka rostou na těžkých a vápenatých půdách.

## Význam
Jihoafrický druh Lotononis bainesii je pěstován i v jiných sušších oblastech tropů a subtropů jako krmivo pro dobytek, neboť dobře snáší sucho a narušená místa. Mimo Afriku se pěstuje např. v USA či Austrálii. Některé druhy lotononisu mají medicínský význam nebo jsou použitelné i jako okrasné rostliny.